# Студенец (Порховский район)
Студенец — деревня в северной части Порховского района Псковской области. Входит в состав сельского поселения «Павская волость».
Расположена в 38 км к северо-востоку от города Порхов и в 5 км к востоку от волостного центра, села Павы.
Численность населения деревни по состоянию на 2000 год составляла 10 жителей.
До 3 июня 2010 года деревня входила в состав ныне упразднённой Берёзовской волости.